# Haldan Keffer Hartline

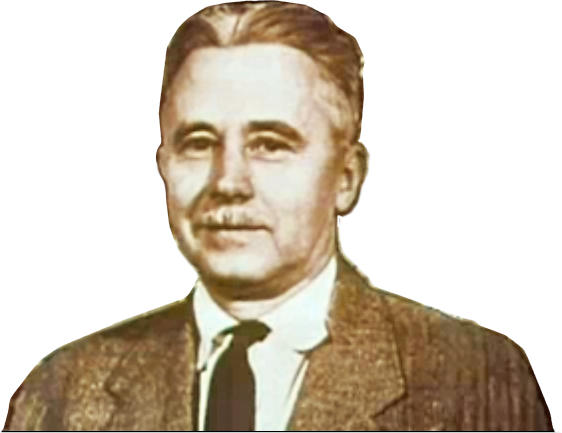
Haldan Keffer Hartline

Haldan Keffer Hartline (* 22. Dezember 1903 in Bloomsburg, Pennsylvania, USA; † 17. März 1983 in Fallston, Maryland, USA) war ein US-amerikanischer Mediziner, Physiologe, Biochemiker, Biophysiker und Nobelpreisträger.
Hartline untersuchte die Einzelleistungen der Netzhautzellen des Auges. Er lieferte wesentliche Arbeiten über den Stoffwechsel von Nervenzellen.

## Leben
1923 schloss Hartline das Lafayette College als Bachelor of Science ab. 1927 wurde er an der Johns Hopkins School of Medicine zum Doktor der Medizin promoviert und studierte an der Johns Hopkins University als Stipendiat anschließend zwei Jahre Physik und Mathematik. Ab Frühjahr 1931 war er Dozent an der Johnson Foundation for Medical Physics der University of Pennsylvania.
1948 wurde Hartline in die National Academy of Sciences, 1952 in die American Philosophical Society und 1957 in die American Academy of Arts and Sciences gewählt. 1967 erhielt er zusammen mit Ragnar Granit und George Wald den Nobelpreis für Physiologie oder Medizin „für ihre Entdeckung auf dem Gebiet der primären physiologischen und chemischen Sehvorgänge im Auge“.

## Schriften
- Studies on Exication and Inhibition in the Retina. New York 1974.